# Новая Силезия
Но́вая Силе́зия (нем. Neuschlesien) — небольшая прусская провинция, существовавшая в 1795—1807 годы. Была создана после третьего раздела Польши на территории Севежского княжества. Провинция располагалась к северо-западу от Кракова и юго-востоку от Ченстохова на территории, являясь частью исторической Силезии. Административным центром Новой Силезии был город Севеж, однако территория управлялась из соседнего Бреслау — столицы провинции Силезия.
После поражения Пруссии в войне с Наполеоном в 1807 году территория провинции наряду с другими прусскими провинциями Южная Пруссия и Новая Восточная Пруссия перешла в состав созданного по итогам Тильзитского мира Герцогства Варшавского. После 1814 года территория провинции перешла в состав Царства Польского под контроль России.